# Комаров (Ростовская область)
Комаро́в — хутор в Мартыновском районе Ростовской области.
Административный центр Комаровского сельского поселения.

## География
Находится на берегу лимана Комаров, рядом с Донским магистральным каналом.

## История
Хутор был основан в 1865 году.
Находясь в составе Области Войска Донского, на хуторе существовала Покровская церковь.

## Население
| 2010 |
| ---- |
| 1046 |

## Улицы
| - ул. Калинина, - ул. Ленина, - ул. Молодёжная, - ул. Набережная, | - ул. Никифорова, - ул. Пикетная, - ул. Степная, - ул. Школьная. |

## Школа
Школа хутора Комарова существует более 90 лет. В первое время начальная, начиная с 1920-х годов она размещалась в деревянном здании поповского дома. Дом располагался в самом центре поселения.
Ныне существующее школьное здание было построено в 1953 году, школа была семилетней. Первым директором был Потапов Виктор Леонтьевич.
С 1954 по 1966 годы силами родителей и учащихся были построены мастерская, котельная, подключено паровое отопление, заложен фруктовый сад, стал действовать интернат для детей из хуторов Долгий, Бычков, Миронов, Речной, Дачный, Нива, Новоцелинный.
В 1963 году семилетняя школа была преобразована в восьмилетнюю, а 1 сентября 1966 года — в среднюю. Полное название учебного заведения в настоящее время (2011) — Муниципальное общеобразовательное учреждение средняя общеобразовательная школа № 6.